# Rio Trombetas

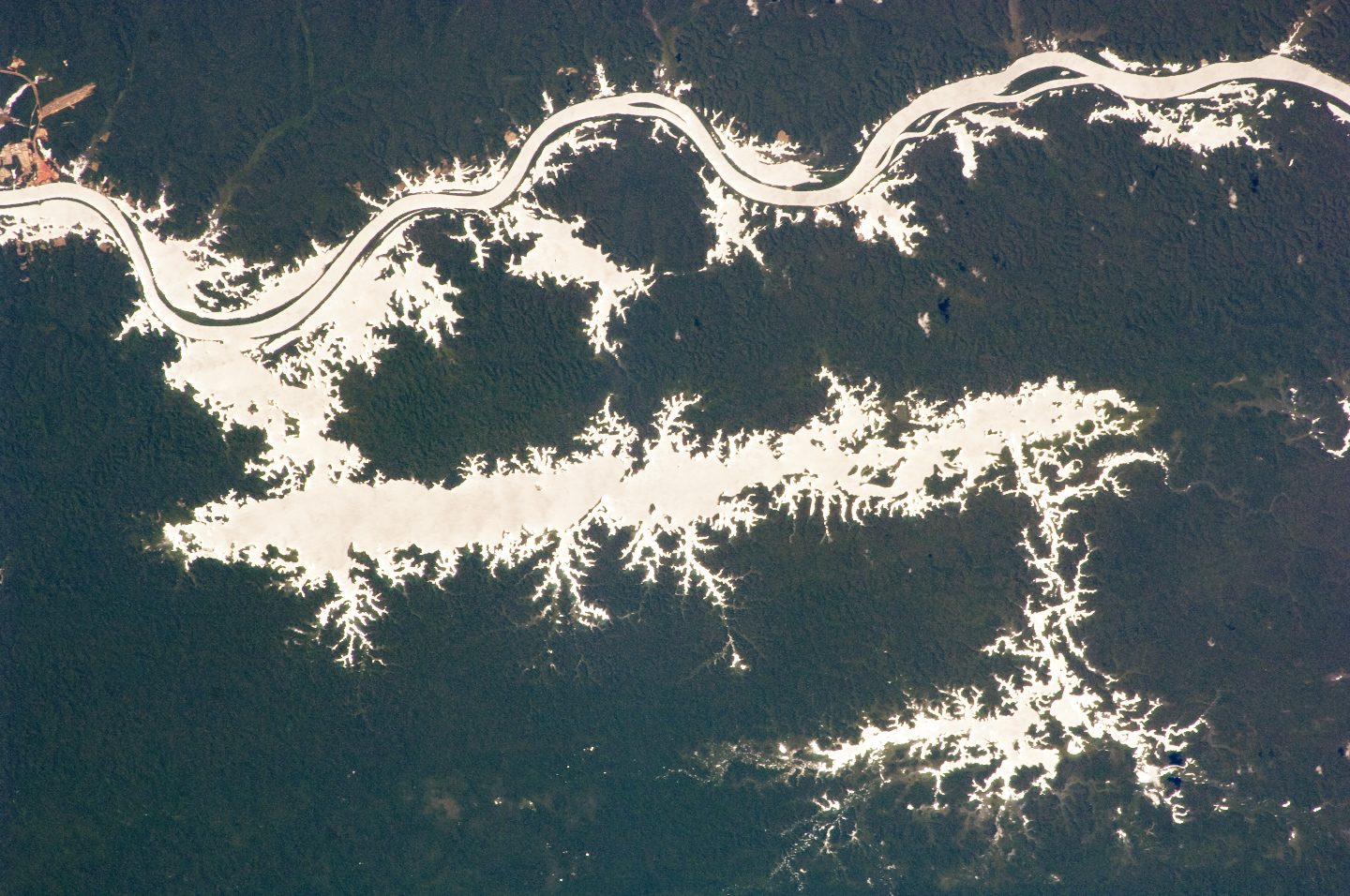
Reflexo da luz do sol no rio Trombetas e lago Erepecu visto em foto de satélite.

O rio Trombetas é um curso de água que banha o estado do Pará, no Brasil.
Seus afluentes nascem em outros lugares, quais sejam, o rio Cafuini, que nasce na Guiana, e o rio Anamu, que nasce na fronteira da Guiana com o Suriname.
Projeto implantado as margens do rio Trombetas próximo ao município de Oriximiná-Pará, explora, através da MRN, o minério de bauxita, matéria prima do alumínio.